# Т-1000 (термінатор)
Т-1000 — це серія автономних роботів у циклі фільмів «Термінатор»; зазвичай це робот-гуманоїд, на початку придуманий як практично незнищенний солдат, інфільтратор і вбивця. Т-1000 виготовлено 2029 року із міметичного полісплаву («рідкий метал»), який може змінювати свою форму, залежно від потреби.

## Загальні відомості
T-1000 — це вигаданий персонаж, робот-убивця і головний антагоніст у картині «Термінатор 2: Судний день». Цього робота створено системою «Скайнет», глобальним антагоністом у циклі фільмів про термінаторів. Т-1000 є хамелеоном-перевертнем, чиє тіло складається із міметичного полісплаву («рідкий метал»). Це дає роботові змогу набувати форми інших об'єктів і людей відповідної маси.
Зображав Т-1000 головним чином актор Роберт Патрік. Проте з огляду на його міметичні здібності, тобто здатність перевтілюватися в інших осіб, робота Т-1000 грали й інші актори. У картині «Термінатор 2» Т-1000-го представлено як технологічний прорив, стрибок у технологіях порівняно із 800-ми серіями термінаторів (Т-800/850 відомий тим, що його зіграв Арнольд Шварценеггер). Описаний на сайті AllMovie як «одна із найбільш пам'ятних ролей у одному з найпам'ятніших фільмів десятиліття», образ Т-1000 у виконанні Роберта Патрика здобув акторові номінацію на Нагороду від MTV у категорії «Найкращий злочинець» і нагороду від Saturn у номінації «Найкращий актор другого плану» на церемоніях MTV і Сатурн 1992 року — і посів 39-ту сходинку у рейтинґу від «Online Film Critics Society» «Топ-100 лиходіїв усіх часів» у 2002-му, а також 29-ту сходинку у рейтинґу від «Wizard magazine» «Топ-100 найвидатніших лиходіїв».
Схожа серія термінаторів з'являється у телесеріалі 2007/2008-х років від FOX «Термінатор: Хроніки Сари Коннор», де роботів цієї серії називають «Т-1001».

## Опис

Покриття із міметичного полі-сплаву
(Термінатор Т-1000)

### Фізичні властивості
У сюжеті фільму «Термінатор 2: Судний день» Т-1000 виглядає так, ніби він створений із «рідкого металу», подібного до ртуті. Персонаж Арнольда Шварценеггера пояснює, що Т-1000 є досконалішим термінатором: його створено цілком із міметичного металічного полісплаву, який має здатність швидко змінювати форму, здатність до майже досконалої мімікрії і швидкого відновлення після пошкодження. Ба більше, робот має здібність миттєво набувати «зрідженого стану» і дивовижним чином набувати нової форми, моментально переходячи до «твердого стану». Причому, у серіалі «Термінатор: Хроніки Сари Коннор» ми виявляємо, що базовим станом для роботів цієї серії (коли вони зберігаються у контейнерах) є саме «зріджений стан».
Як і більшість термінаторів, Т-1000 має надлюдську силу. Хоча він відносно рівний за розмірами і силою із Т-800, завдяки здатності до трансформації (зрідження й затвердіння), Т-1000 перемагає Т-800 у двобої. Термінатор бігає набагато швидше за Т-800 (наздоганяє поліцейську машину — тоді коли Т-800 навіть не намагався її наздоганяти). При цьому, Т-1000 водить машини через те, що тривалі навантаження (перевитрати енергії) для цієї моделі небажані. З цих же причин він не витрачає енергію на «затягування» пошкоджень під час переслідування швидких об'єктів.

### Будова і структура
Термінатори серії Т-1000 і T-1001 не мають ендоскелета і цілком складаються із міметичного полісплаву. Кожна молекула такого сплаву — це окремий наноробот, що перебуває у симбіозі із рештою нанороботів, разом складачи єдину бойову систему. Наносплав може швидко «зріджуватися» (процес розриву стійкого зв'язку між нанороботами) і набувати різних форм у різні чудернацькі способи, включаючи протікання через вузькі отвори, перетворення («морф») руки в тверді металеві форми або в холодну зброю, проходити через тюремні ґрати; можуть сплющуватися і розтікатися по площині, щоб сховатися чи влаштувати засідку на ворога. Ці роботи також можуть «видавити» із себе невеликі, прості елементи (наприклад, сонцезахисні окуляри). Вони можуть змінювати свій колір і текстуру, щоб імітувати плоть, одяг, волосся — чи інші неметалеві матеріали. Вони ефективно несприйнятливі до механічних пошкоджень, які можуть нанести кулі чи вибухівка. Рани «закриваються» практично одразу, а відірвані частини просто «втікають» назад у тіло термінатора. Єдине завдання, яке несе в собі кожен окремий наноробот — з'єднання з основною масою робота, завдяки чому термінатори цієї серії «збираються» докупи навіть після вибухів чи розчленування, якщо частинки їхнього «тіла» не рознесені на відстань, що перевищує можливості нанороботів підтримувати зв'язок, щоправда при цьому робот втрачає можливість виконувати свої бойові завдання до моменту з'єднання більшої частини свого «тіла» докупи.
Отож, можна виділити такі технічні характеристики цієї серії:
- складається цілком із міметичного полісплаву, не має ендоскелету;
- здатний розділятися на дрібні частини і збиратися до купи знову;
- здатний набувати будь-яких форм і текстур, що відповідають його розміру;
- здатний проникати через перешкоди шляхом просочування крізь отвори;
- маловразливий до фізичного (кінетичного і термічного), хімічного (впливу більшості речовин) і електростатичного впливу (особливо модель 1001)[9];
- нова модернізована модель серії (Т-1001) краще контролює тіло й може розділятися на автономні частини;
- нова модель Т-1001 дуже стійка до ударної хвилі і впливу температури[10];
- міметичний полісплав легко вразливий для плазмової зброї (що можна розглядати як випадок впливу надвисокої температури)[11];
- сплав зазнає корозії (унаслідок дії хлоридної кислоти)[12]
- Т-1000 не може перетворюватися у складні механізми, що включають різні хімічні речовини: наприклад, у кулемет чи бомбу, також робот мусить надуватися (маючи порожнину усередині), коли зображає огрядну людину[13].

### Процесор і електронна природа складових
Молекулярний сукупний мозок Т-1000 містить ті ж дані, програми та файли, що і машини 800—900 серій, проте він працював виключно в автономному режимі: «Скайнет» повністю втрачав контроль за Т-1000. Поведінку Т-1000 було дуже важко, практично неможливо прорахувати, і тому «Скайнет» уживала усіх можливих заходів для свого захисту від свого власного творіння. Операційна система Т-1000 було напхана неймовірною кількістю захисних механізмів, які повинні були запобігти «бу́нтові» поліморфної машини проти свого творця. І, тим не менш, Скайнет не був до кінця впевнений у правильності створення такої потужної бойової одиниці, повністю автономного і здатного мати свободу волі робота. До того ж, треба зауважити, що мислення Т-1000 було настільки незвичним, що його часто не розуміли попередні серії термінаторів. Поняття причини і наслідків були для цього робота несуттєвими, він міг думати відразу в декількох площинах. Робот цієї серії обчислював кілька можливих траєкторій пересування переслідуваної цілі і наполегливо прямував однією з них, не припиняючи вивчати інші. Аналіз довкілля здійснюється десятками способів, а сенсорами виступає уся поверхня його тіла, наприклад Т-1000 може зчитувати інформацію з магнітних носіїв при безпосередньому контакті зі своєю поверхнею. Процесор, джерело живлення та інші стандартні для старіших серій термінаторів компоненти у Т-1000 відсутні, їхні функції повністю замінює «хмарна система» нанороботів, які, поєднуючись, здатні формувати навіть прості електричні пристрої типу динаміка для імітації голосу.
DVD також включає «Видалені сцени», де Т-1000 використовує руки, щоб «просканувати» спальню Джона Коннора на предмет генетичної чи психологічної інформації, зокрема на предмет наявності ДНК — ця властивість споріднює Т-1000 із термінатором Т-Х.

### Психо-фізичні особливості

Знаменитий жест Т-1000

Т-1000 і його наступні серії у досягненні цілей надають перевагу різним психологічним трюкам поряд із грубою силою. Наприклад, у фільмі «Термінатор 2» Т-1000 перетворюється на офіцера поліції, бо офіцер у людини викликає довіру. Також робот маскується під зовнішність і поведінку членів родини своєї цілі, аби наблизитися до неї. В одній зі сцен фільму «Термінатор 2», набувши вигляду поліцейського, він розмовляє їз прийомними батьками Джона, сподіваючись виявити місце перебування хлопчика. Т-1000 також здатний користуватися емоційним своїх жертв, наприклад, коли він катує Сару на сталеливарному заводі, змушуючи її покликати свого сина — бо він сподівається, що Джон адекватно відреагує на заклик матері. На додаток, він виражає страх і біль, які ми бачимо, коли Т-800 влучає у нього гранатою, а також коли він корчиться в муках після падіння в чан із розплавленим металом. Як і кожен термінатор Т-1000 не вагається перед вбивством будь-яких створінь, якщо це потрібно для виконання завдання: так він не замислюючись вбиває вітчима Джона, щоб той не заважав розмові чи собаку, щоб перевірити у неї на ошийнику кличку. Втім через специфічну операційну систему «хмарної взаємодії», яка виводить його логіку на вищий, порівняно з алгоритмічною логікою, рівень на відміну від серії 800—850 його дії супроводжуються проявами емоцій, які інколи несуть у собі певні нотки садизму і являють собою даремну витрату сил і часу з точки зору простої машинної логіки, що її дотримуються старіші серії термінаторів для досягнення максимальної ефективності: наприклад, очевидні зацікавленість Т-1000 смертю вбитого охоронця в психіатричній лікарні, намагання познущатись над Сарою в сцені на заводі (див. «Знаменитий жест Т-1000») чи вивчення термінатором пофарбованого в «металевий» колір манекену. Відповідно до поведінки Т-1000 являє собою вершину розвитку штучного інтелекту «в одній машині», який за своїми характеристиками наближається до людського, що з одного боку робить максимально ефективною інфільтрацію в людське суспільство, а з іншого — зменшує його загальну ефективність, як бойової одиниці.

### Слабкі сторони
T-1000 мають свої слабкості й вади в порівнянні з Т-800. Хоча обидва типи термінаторів і були несприйнятливі до вогню стрілецької зброї, Т-1000 був легшим, тож його сильно відкидало при влучанні в нього куль, що затримало його у переслідуванні. Масивніше шасі Т-800 менше страждало від кінетичного впливу. Надзвичайно високі чи низькі температури можуть призводити до того, що його елементарні частинки-нанороботи втрачають здатність ефективно розпізнавати один одного в оточенні великих масивів металу. Так після заморожування в рідкому азоті «кінцівки» Т-1000 при контакті з металевими предметами намагалися злитися з ними, порушуючи структурну цілісність «тіла», а при потраплянні в котел із розплавленим металом вони змішалися з вмістом котла, незворотно зруйнувавши таким чином всю систему бойового робота. З додаткових матеріалів та новелізації відомо, що при рознесенні нанороботів на відстань, що перевищує їхню можливість з'єднуватись у єдину систему, вони з'єднуються з першим-ліпшим металевим предметом, перетворюючись на його невід'ємну частину.
Т-800, зазнаючи страшніших пошкоджень, все ж таки демонстрував більшу здатність до виживання і більшу стабільність у роботі. Через відсутність потужного джерела постійної енергії у вигляді мініатюрного ядерного реактора, як у серій Т-800/850, Т-1000 живиться лише енергією своїх елементарних часточок-нанороботів і тому постійно змушений економити зусилля — він намагається максимально використовувати транспорт для переміщення і не відновлює свою цілісність під час пікових навантажень на кшталт швидкого бігу. Також T-1000 витрачає багато часу, щоб оговтатися від великих пошкоджень, як-от постріл у голову біля ліфта в психлікарні чи попадання гранати в груди на металургійному заводі. В момент нанесення серйозних ушкоджень Т-1000 втрачає свою «цілісність», як єдина бойова одиниця, перетворюючись на набір наноботів, які мають лише одне завдання — з'єднатися в одну стійку мережу, для чого їм потрібен певний час. В цей момент Т-1000 максимально вразливий і не контролює обстановку, в якій знаходиться.

## Фільми

#### Термінатор 2: Судний день
У фільмі Термінатор 2: Судний день робота Т-1000 назад у минуле послала комп'ютерна система «Скайнет», щоб убити юного Джона Коннора (Едвард Фьорлонґ), вождя Руху опору людей у майбутній війні з машинами. Т-1000 прибуває в минуле і вбиває Лос-анджелеського офіцера поліції. Після цього Т-1000 набуває подоби поліцейського, знаходить відомості про Джона Коннора у поліцейський базі даних і вирушає на пошуки хлопчика. Випадково він натикається на Джона у торговельному центрі. Там йому дорогу заступає робот серії Т-800 моделі CSM-101 (Арнольд Шварценеггер), схожий на антагоніста із попереднього фільму циклу про термінаторів. Тут Т-800 виступає захисником Джона Коннора.
У першому фільмі циклу два чоловіка з'явилися із майбутнього: Термінатор, якого послала система «Скайнет», і захисник, якого прислав Рух опору. У другому фільмі - знову два «чоловіка» прибуло із майбутнього: Термінатор Т-800 моделі з першого фільму, і якийсь інший суб'єкт. Тож глядачі спочатку сприймають другого «чоловіка» як захисника від Руху опору. Проте коли ці двоє зустрічаються у торговому центрові, відбувається сюжетний поворот, і ми виявляємо, що другий суб'єкт теж є термінатором. Термінатор Шварценеггера  - це та ж сама модель робота, який був убивцею в першому фільмі; тепер він є новим захисником Джона. А термінатор Патрика - це і є той убивця, який має завданням убити Джона. І хоча у нас є посилання на майбутні ролі цих двох суб'єктів на самому початкові фільму - ці посилання неоднозначні. Наприклад, ми не розуміємо, що Т-1000 убиває поліцейського, ми бачимо лише, як він б'є офіцера в живіт. Також ми бачимо, як герой Шварценеггера грабує одяг і мотоцикл у байкерів, жорстоко б'є їх у клубі, - тож ми вважаємо, що робот із механічної логікою просто не убиває об'єкти, бо не є жорстоким за своєю природою, ним керує механістична доцільність (байкери не є важливими персонами, у вбивстві немає доцільності).
Т-1000 протистоїть протагоністові у психіатричній лікарні, де перебуває Сара Коннор, мати Джона. Т-1000 там демонструє вражаючі можливості своєї конструкції: розливається по плитці підлоги, повністю імітуючи покриття, чи просочуючись ерез тюремні ґрати, зберігаючи тим самим вигляд набутої роботом форми чоловіка-поліцейського. Потім Т-1000 передбачає, що Коннори спробують запобігти винайденню системи «Скайнет», тож робот стикається із ними на території офісу фірми «Сайбердайн Системз Корпорейшн». Робот викрадає гелікоптер і рушає у погоню за Коннорами. Під час оперування вертольотом робот маніпулює чотирма руками: дві керують гелікоптером, дві перезаряджають автомат MP5K. Погоня зкінчується жахливою катастрофою вертольота, розлиттям цистерни з рідким азотом на сталеливарні.
Після того, як луснула цистерна із рідким азотом, Т-1000 перетворюється у статую із замерзлого металу. Т-800 стріляє в статую із пістолета і Т-1000 розсипається. Однак потім, під впливом тепла від печі, фрагменти Т-1000 зливаються докупи і Т-1000 відтворює свою форму. Після короткої гонитви Т-1000 відстежує Джона, хто спантеличений двома майже ідентичними копіями своєї матері Сари — однією з яких є Т-1000. Нарешті, Т-800 поцілює гранатою в Т-1000, завдаючи тому значних пошкоджень і спричинюючи втрату рівноваги у свого опонента. І хоч той спробував відновити свою форму, та він падає у киплячу сталь, де нанороботи його структури дезінтеґруються, оскільки виявилося, що Т-1000 нездатний «вижити» за температури близько 1800 градусів.
Незважаючи на те, що Т-1000 зазнав невдачі у спробі знищити Джона, у фільмі «Термінатор 3: Повстання машин» ми з'ясовуємо, що Т-1000 «випадково вплинув» на Кейт Брустер (Клер Дейнс/Брайс Даллас Говард), із якою Джон ходив разом до школи, і її батька Роберта (Девід Ендрюс), котрий був справжнім розробником «Скайнет» (завдяки використанню розробок «Сайбердайн Системз»).